# 부산보건고등학교
부산보건고등학교(釜山保健高等學校)는 대한민국 부산광역시 영도구 영선동4가에 있는 사립 고등학교이다.

## 학교 연혁
- 1972년 12월 26일 : 학교법인 한성학원 금성여자고등학교 설립인가 (보통과, 상업과 각 4학급 전 24학급)
- 1972년 12월 26일 : 초대 교장 김근제 선생 취임
- 1973년 3월 5일 : 개교 및 제1회 입학식 (8학급 493명)
- 1974년 3월 1일 : 금성여자상업고등학교 교명 변경
- 1974년 8월 17일 : 학교법인 대신학원(설립자 김명현 이사장) 명의 변경
- 1974년 9월 26일 : 본관 신축 기공식
- 1975년 5월 5일 : 신관 5층 35개 교실 준공
- 1976년 1월 9일 : 제1회 졸업식 (457명)
- 1979년 6월 7일 : 영도여자상업고등학교로 교명 변경 승인
- 1980년 3월 1일 : 영도여자상업고등학교로 교명 변경
- 2000년 5월 16일 : 교명 변경(한국테크노과학고등학교) 인가 및 정보통신계열 특성화고등학교로 지정
- 2001년 3월 1일 : 한국테크노과학고등학교 교명 변경
- 2007년 8월 27일 : 정보통신계열 2개과로 축소 및 보건복지계열(보건간호과, 의료행정과, 실버케어복지과)신설 학칙 변경 인가
- 2011년 8월 31일 : 보건복지분야 특성화고 지정 및 교명(부산보건고등학교) 변경인가
- 2012년 3월 1일 : 부산보건고등학교 교명 변경
- 2021년 9월 9일 : 학교법인 대신학원 제2대 김승년 이사장 취임
- 2023년 3월 1일 : 제12대 교장 엄현수 선생 취임
- 2024년 1월 9일 : 제49회 졸업식(115명, 누계 30,561명)
- 2024년 3월 4일 : 제52회 입학생(입학생 148명)

## 설치 학과
- 공통과정(전문계)
- 보건간호과
- IT경영과
- 푸드디저트과

## 참고 자료
- 부산보건고등학교 - 한국교육학술정보원 학교알리미